# Henryk II Średni
Henryk II Średni, niem. Heinrich der Mittlere (ur. 1468 r., zm. 19 lutego 1532 r.) – książę Lüneburga (Celle) od 1471 do 1522 r. z dynastii Welfów.

## Życiorys
Henryk Średni był synem księcia lüneburskiego Ottona II oraz Anny, córki Jana IV, hrabiego Nassau-Dietz. Jego ojciec zmarł w 1471 r., gdy Henryk miał zaledwie trzy lata. Początkowo rządy w księstwie sprawował dziadek, który wcześniej abdykował i udał się do klasztoru, Fryderyk Pobożny, a po jego śmierci w 1478 r. regencję w imieniu Henryka objęła jego matka Anna. Samodzielną władzę Henryk objął dopiero w 1486 r. Henryk znany był ze swej lekkiej ręki w wydawaniu pieniędzy – zużywał je na utrzymanie świetnego dworu, ale także na starania o umocnienie swej władzy w księstwie (przede wszystkim przez ograniczenie praw największego miasta księstwa, Lüneburga) i ekspansję terytorialną (w celu uzyskania dostępu do Morza Północnego poprzez zagarnięcie hrabstwa Hoya i wschodniej Fryzji). Próby realizacji tych ostatnich planów spowodowały w 1516 r. konflikt Henryka z Habsburgami, podczas którego książę nawiązał współpracę z Francją; w efekcie popierał nawet kandydaturę króla Francji Franciszka I na cesarza. Przeciwko Henrykowi wystąpili także jego welfijcy kuzyni z sąsiednich części księstwa brunszwickiego, Henryk II Młodszy z Wolfenbüttel i Eryk I Starszy z Calenbergu. Co prawda w 1519 r. Henryk zdołał pokonać swoich krewniaków pod Soltau, ale już wkrótce przeciwko niemu wystąpił nowy cesarz Karol V Habsburg. W efekcie w 1520 r. Henryk uciekł do Francji, pozostawiając rządy oraz ogromne długi swoim synom Ottonowi i Ernestowi. W 1527 r. próbował odzyskać władzę, zachęcany przez katolicką opozycję wobec sprzyjających reformacji synów, jednak bez sukcesu. W 1529 r. ponownie wrócił do księstwa, tym razem jednak bez ambicji politycznych; rok później zdjęta została z niego kara banicji.

## Potomkowie
Henryk II był dwukrotnie żonaty. W 1487 r. poślubił Małgorzatę (zm. 1528), córkę elektora saskiego Ernesta. Mieli liczne dzieci:
- Anna (1492–??)
- Elżbieta (1494–1572), żona księcia Geldrii Karola z Egmond
- Otto I (1495–1549)
- Ernest I Wyznawca (1497–1546)
- Apollonia (1499–1571)
- Anna (1502–1568)
- Franciszek (1508–1549)

W 1528 ożenił się z Anną z Campe, z którego małżeństwa pochodziło dwóch kolejnych synów Henryka:
- Franciszek Henryk
- Henryk